# Parnasse des Dames
1773 gab Louis-Édme Billardon de Sauvigny (1736–1812) in Paris den Parnasse des Dames heraus, mit vollem Titel: Parnasse des Dames ou choix de pièces de quelques femmes célébres en littérature. Es handelt sich um eine Anthologie europäischer Schriftstellerinnen seit der Antike in französischer Sprache.

## Werk
Louis Édme Billardon de Sauvignys Parnasse des Dames ou choix de pièces de quelques femmes célébres en littérature (Parnass oder ausgewählte Literatur berühmter Schriftstellerinnen) ist eine Anthologie und zugleich Literaturgeschichte in französischer Sprache. Die Intention Billardon de Sauvignys war, „das Genie der Frauen aller Zeiten und Nationen“ aufzuzeigen.

## Inhalt
Die zehnbändige Sammlung in französischer Sprache enthält Texte europäischer Schriftstellerinnen von der Griechischen Antike an. Der erste digitalisierte Band enthält eine ausführliche Einführung mit Abhandlung antiker lyrischer Gattungen sowie Artikel beispielsweise über den Ursprung der Philosophie. Er ist griechischen und römischen Lyrikerinnen gewidmet, deren Lebensläufe und Beispiele ihrer Werke dargestellt werden. Besonders nützlich darin sind mehrere alphabetische Namensregister von Frauen, die eine Fundgrube für die Frauenforschung darstellen dürften. Das erste (Seite 191): Femmes grecques poetes (Griechische Dichterinnen), dann Noms des femmes grecques savantes (Namen griechischer gelehrter Frauen), Des femmes qui ont sagement gouverné les États (weise Staatsführerinnen),  Femmes courageuses (mutige Frauen) und Courtisannes, qui se sont rendues célébres (berühmte Hetären). Ein Kupferstichtitel im Rokokostil leitet den Band ein.
Die weiteren Bände enthalten Théatre des femmes angloises sowie dasselbe von „femmes françoises“, „allemandes“ und „danoises“ (Theaterstücke von englischen, französischen, deutschen und dänischen Frauen). Über die jeweilige Übersetzung liegen keine Angaben vor.

## Rezeption
- Die komplette Reihe erschien erstmals im Laufe des Jahres 1773 in Paris, zunächst der erste Band einzeln. Aus ihm geht hervor, dass zunächst nur fünf Bände französischer Schriftstellerinnen geplant waren, „mais le désire a faire connoître la génie des Femmes des tous les siècles & toutes des Nations“ (aber der Wunsch, das Genie der Frauen aller Zeiten und Nationen kennenzulernen) und die dazu nötigen Recherchen hätten die Ausgabe verzögert.[5]
- In Deutschland gehörte die Sammlung beispielsweise zur Privatbibliothek der Anna Amalia von Weimar und kam nach deren Tod 1807 in die später nach ihr benannte Herzogin Anna Amalia Bibliothek Weimar, heute auch Thüringische Landesbibliothek.[6] Beim Brand der Weimarer Bibliothek 2004 wurden die Bände zwar beschädigt, ihre wesentliche Substanz aber voll erhalten bzw. restauriert, und können in den Lesesaal ausgeliehen werden.
- Digitalisat des ersten Bandes bei google books[7]
- Neudruck 2007, ISBN 1274 339286, ISBN 978-1-274-33928-7